# Algeriet vid världsmästerskapen i simsport 2024
Algeriet tävlade vid världsmästerskapen i simsport 2024 i Doha i Qatar mellan den 2 och 18 februari 2024. Algeriet hade en trupp på tre idrottare, varav en kvinna och två män.

## Tävlande per sport
Följande är en lista över antalet tävlande per sport.
| Sport   | Herrar | Damer | Totalt |
| ------- | ------ | ----- | ------ |
| Simning | 2      | 1     | 3      |
| Totalt  | 2      | 1     | 3      |

## Simning
Herrar
| Idrottare        | Gren            | Heat    | Heat      | Semifinal        | Semifinal        | Final            | Final            |
| Idrottare        | Gren            | Tid     | Placering | Tid              | Placering        | Tid              | Placering        |
| ---------------- | --------------- | ------- | --------- | ---------------- | ---------------- | ---------------- | ---------------- |
| Oussama Sahnoune | 50 m frisim     | 22,76   | 36        | Gick inte vidare | Gick inte vidare | Gick inte vidare | Gick inte vidare |
| Jaouad Syoud     | 50 m fjärilsim  | 24,32   | 37        | Gick inte vidare | Gick inte vidare | Gick inte vidare | Gick inte vidare |
| Jaouad Syoud     | 100 m fjärilsim | 53,96   | 34        | Gick inte vidare | Gick inte vidare | Gick inte vidare | Gick inte vidare |
| Jaouad Syoud     | 200 m medley    | 2.01,13 | 15 Q      | 2.00,11          | 11               | Gick inte vidare | Gick inte vidare |
| Jaouad Syoud     | 400 m medley    | 4.23,66 | 16        | —                | —                | Gick inte vidare | Gick inte vidare |

Damer
| Idrottare  | Gren           | Heat  | Heat      | Semifinal        | Semifinal        | Final            | Final            |
| Idrottare  | Gren           | Tid   | Placering | Tid              | Placering        | Tid              | Placering        |
| ---------- | -------------- | ----- | --------- | ---------------- | ---------------- | ---------------- | ---------------- |
| Amel Melih | 50 m frisim    | 25,90 | 34        | Gick inte vidare | Gick inte vidare | Gick inte vidare | Gick inte vidare |
| Amel Melih | 100 m frisim   | 57,00 | 31        | Gick inte vidare | Gick inte vidare | Gick inte vidare | Gick inte vidare |
| Amel Melih | 50 m fjärilsim | 27,34 | 31        | Gick inte vidare | Gick inte vidare | Gick inte vidare | Gick inte vidare |